# Pillnitz (Schiff, 1857)
Der Raddampfer Pillnitz wurde 1857 in der Schiffswerft Blasewitz gebaut. Das Schiff wurde unter dem Namen  Stadt Meissen auf Kiel gelegt. Es war das zweite Schiff, das auf der Werft in Teilen gebaut wurde. Hersteller der Schiffsteile war die Schiffbauanstalt W. U. Pearce in Ludwigshafen/Rh.

## Die Zeit bis 1883
Nach der Indienststellung als Glattdeckdampfer fuhr das Schiff für die Vereinigte Sächsisch-Böhmische Dampfschiffahrt, die im März 1867 in die Sächsisch-Böhmische Dampfschiffahrts-Gesellschaft (SBDG) umgewandelt wurde. Das eiserne Schiff hatte einen hölzernen Schiffsboden. Dieser wurde 1860 erneuert.
Um es dem Zugriff des Königreiches Preußen zu entziehen, wurde das Schiff im Preußisch-Österreichischen Krieg im Mai 1866 nach Theresienstadt verlegt.
Das Schiff wurde 1873/74 verlängert, wodurch sich der Tiefgang verringerte. Unter dem  Namen Pillnitz ging es 1874 wieder in Fahrt. Im Winter 1878/79 wurde die Maschine generalüberholt und erhielt eine neue Mittelwelle. Im Herbst 1883 wurde das Schiff außer Dienst gestellt und abgewrackt.

## Die Dampfmaschine
Die Dampfmaschine ist eine oszillierende Niederdruck-Zweizylinder-Zwillings-Dampfmaschine mit Einspritzkondensation mit einer Leistung von 110 PS. Gebaut wurde sie von der Fa. John Penn and Sons in Greenwich. Von dieser Firma stammte auch der Zwei-Flammrohr-Kofferkessel mit 2 bar Dampfdruck. Der Preis für Kessel und Maschine betrug 15.500 Taler. Die Maschine erhielt die 1884 gebaute Diesbar und den Kessel wahrscheinlich die Kronprinz.

## Kapitäne des Schiffes
- Friedrich Gotthelf Keilig 1858
- Carl Gottlieb Gretzschel 1859–1865
- Schneider 1866
- Carl Gottlob Hamisch 1867–1870
- Carl August Lehmann 1871–1873
- Wilhelm Hübel 1874–1879
- Carl August Kunze 1880–1883